# Хортиця (станція)
Хортиця — вантажна залізнична станція Запорізької дирекції Придніпровської залізниці на неелектрифікованій лінії Канцерівка — Дніпробуд I. Розташована у північно-західній частині Дніпровського району міста Запоріжжя. На станції здійснюються лише вантажні роботи.